# Pablo Bentancur
Pablo Bentancur, vollständiger Name Pablo Ramiro Bentancur Rodriguez (* 28. Februar 1989 in Melo, Uruguay) ist ein uruguayischer Fußballspieler.

## Karriere
Der nach Angaben seines Vereins 1,84 Meter große Torwart begann seine Laufbahn in der Saison 2005/06 noch auf Amateurebene im Bereich der OFI bei Sauce Melo. Die beiden folgenden Spielzeiten verbrachte er sodann zunächst bei dem Reserveteam (Formativas) Juventuds. Ab der Saison 2008/09 gehörte er dort dem Kader der ersten Mannschaft an und wurde zweimal in der Apertura 2008 in der Primera División eingesetzt. Die Saison beendete seine Mannschaft auf dem 14. Tabellenplatz, was den Abstieg in die Segunda División zur Folge hatte. 2009 wechselte er zum Erstligisten Central Español. Seit 2010 steht er in Reihen des Cerro Largo FC. Weder in der Saison 2011/12 noch in der Spielzeit 2012/13 kam er dabei zum Einsatz. Jedoch wurde er wegen Beteiligung an einer Schlägerei anlässlich der am 6. Mai 2012 ausgetragenen Erstliga-Begegnung zwischen den Vereinen Cerro Largo FC und Club Atlético Cerro im Juli 2012 gemeinsam mit anderen Profifußballern wie beispielsweise Gustavo Varela, Andrés Ravecca, Mathías Rolero und César Faletti angeklagt. In der Saison 2013/14 sind 20 Erstligaeinsätze für ihn bei den Ost-Uruguayern verzeichnet. Er stieg mit dem Team am Saisonende in die Zweitklassigkeit ab. In der Spielzeit 2014/15 wurde er 28-mal in der zweithöchsten uruguayischen Spielklasse eingesetzt. Anschließend wechselte er zum Erstligaaufsteiger Villa Teresa. Dort bestritt er in der Apertura 2015 sechs Erstligaspiele. In der zweiten Januarhälfte 2016 kehrte er zum Cerro Largo FC zurück und lief bis Saisonende in elf Zweitligapartien auf. Ab August 2016 setzte er seine Karriere beim Club Atlético Rentistas fort. Nach zehn absolvierten Zweitligaspielen in der Saison 2016 kehrte er Anfang Februar 2017 zum Cerro Largo FC zurück.